# Lajos Kósa
Dans le nom hongrois Kósa Lajos, le nom de famille précède le prénom, mais cet article utilise l’ordre habituel en français Lajos Kósa, où le prénom précède le nom.
Pour les articles homonymes, voir Kósa.
Lajos Kósa, né le 14 mars 1964 à Debrecen, est une personnalité politique hongroise, député à l'Assemblée hongroise, membre du Fidesz.